# سالم بن مصطفى
أبو المراجع سالم بن المصطفى الحمداني (تُوفي عام 1034) كان قائد أحداث حلب (ميليشيا حضرية) في عهد الأمراء المرداسيين صالح بن مرداس (حكم 1024/25-1029) ونصر بن صالح (حكم 1029-1038). أعدمه الأخير في عام 1034 بتهمة إثارة انتفاضة إسلامية محلية ضد تبعية حلب للإمبراطورية البيزنطية المسيحية.

## الحياة
كان سالم بن المصطفى ابن غلام لسيف الدولة، أمير حلب الحمداني في 945-967، وبالتالي يُقدره المؤرخون أنه مسلم شيعي. كان ابن المصطفى أحد زعماء الغلمان الباقين على قيد الحياة من العصر الحمداني عندما حكم الفاطميون حلب بشكل مباشر في أوائل عشرينيات القرن الحادي عشر الميلادي. على الرغم من أصوله الأجنبية، اندمج ابن المصطفى مع سكان حلب وأقام في حي الزجاجين حيث من المرجح أنه كان يزرع علاقات وثيقة مع الحرفيين والتجار الصغار والعمال.
انشق ابن المصطفى إلى المتمرد البدوي صالح بن مرداس عندما حاصر الأخير حلب في عام 1024. حشد ابن المصطفى الغلمان والسكان المحليين وفتح بوابة باب قنسرين لقوات صالح الكلابي في 18 كانون الثاني 1025. وبدوره، ضمن صالح سلامة السكان وعيّن ابن المصطفى رئيسًا للبلدة ومقدمًا للأحداث (قائدًا للميليشيا المحلية). تألفت مجموعة الأحداث من شباب مسلحين من أحياء حلب الفقيرة والمتوسطة. ثم عهد صالح إلى ابن المصطفى وسليمان بن طوق بالإشراف على حصار قلعة حلب حيث كانت الحامية الفاطمية متحصنة. استسلمَت الحامية في 30 حزيران وخضعت حلب بأكملها لإمارة صالح المرداسية.
وبعد وفاة صالح، خلفه ابناه نصر وثمال، حتى استولى الأول على السيطرة الكاملة على حلب في عام 1030 بعد انتصار المرداسيين على البيزنطيين في معركة أعزاز. وظل ابن المصطفى مسؤولًا عن الأحداث، لكنه عارض تحرك نصر لجعل إمارة حلب تابعة رسمية للإمبراطورية البيزنطية في عام 1031. وقد حرّك مشاعر المسلمين من الفقراء والطبقة المتوسطة في المدينة للاحتجاج على التحالف مع بيزنطة، مما دفع الحاكم البيزنطي لأنطاكية إلى مطالبة نصر بإعدام ابن المصطفى. وبناءً على ذلك، قُبض عليه وأُعدم في عام 1034 م بسبب رفضه أن تتبع حلب لدولة خارج العالم الإسلامي. ولم يتضح في المصادر المعاصرة ما إذا كان أحد قد خلف ابن المصطفى في قيادة الأحداث.

## فهرس
- Amabe، Fukuzo (2016). Urban Autonomy in Medieval Islam: Damascus, Aleppo, Cordoba, Toledo, Valencia and Tunis. Leiden: Brill. مؤرشف من الأصل في 2025-04-29.
- Bianquis, Thierry (1993). "Mirdās". In Bosworth, C. E.; van Donzel, E.; Heinrichs, W. P.; Pellat, Ch. (eds.). The Encyclopaedia of Islam, New Edition, Volume VII: Mif–Naz (بالإنجليزية). Leiden: E. J. Brill. pp. 115–123. ISBN:90-04-09419-9.
- Zakkar، Suhayl (1971). The Emirate of Aleppo: 1004–1094. Aleppo: Dar al-Amanah. مؤرشف من الأصل في 2024-12-26.